# Batalla del Guayabo
La Batalla del Paso El Guayabo (o de Tonila) tuvo lugar el 10 de noviembre de 1866 en la población de El Guayabo, en Tonila, Jalisco, México, entre el ejército mexicano de la República contra el ejército del Segundo Imperio Francés.
El coronel Alfredo Berthelin llegó a las cercanías de Colima desde Guadalajara con el propósito de acabar con la guerrilla del coronel Julio García. Al conocer el coronel García, de los planes del coronel francés, dividió sus fuerzas encargando la columna principal al coronel Ignacio Zepeda.
Avistada la vanguardia de las fuerzas de Berthelin, se intercambiaron algunos disparos, donde Zepeda simuló la huida de las fuerzas mexicanas. Sus perseguidores cayeron así en la trampa republicana preparada. Después de varias horas de combate los republicanos consiguieron la victoria. En el combate murieron alrededor de 70 franceses, incluyendo a Berthelin. 